# 千葉都市モノレール1000形電車
千葉都市モノレール1000形電車（ちばとしモノレール1000がたでんしゃ）は、千葉都市モノレールの懸垂式モノレール車両。製造は三菱重工業が担当した。

## 概要
同社線が開業した1988年（昭和63年）3月から営業運転を開始、路線の延長とともに増備され、計20編成40両が製造された。湘南モノレール400形電車をベースにしている。

### 車体
アルミニウム軽合金製・不燃化構造の車体で、シルバーをベースに、コバルトブルーとスカイブルーのラインカラーを配する。2次車以降は車体表面に銀色の塗装が施されるようになった。2017年より省力化のため塗装を行わず銀色のラッピング (ブルーラインはカッティングシートで施工)が行われている。
3次車以降は、前面の行先表示器は字幕式からLED式とされ、新たに側面にもLED式の行先表示器が設置されたほか、2編成を連結し4両編成として運行するために電気連結器が搭載されている。客用ドアは両開き式で、1車両で片側2か所に設けられている。4次車（第18 - 20編成）はヘッドマーク取り付け対応改造が施工されている。

### 車内
内装材は天井板を除いてFRPで構成している。
座席は全席モケット張りのロングシートで、網棚は設けていない。冷暖房を装備しており、1・2次車と3・4次車では、冷房の吹き出し口の数が変更されている。
4次車では車椅子スペースが設けられ、2・3次車にも改造により設けられた。
それぞれの車両の連結面には貫通扉が設置されているが、急カーブ区間走行中に通行すると危険であるため、扉には「非常の場合以外はとおらないで下さい」「Emergency Only」のプレートが貼付されており、先頭車と後尾車を非常時以外行き来しないよう案内されている。
空調装置は能力26.74 kW（23,000kcal/h）の集中式を天井に1台搭載している。

### 走行機器など
走行機器は電動カム軸式主制御器による抵抗制御・弱め界磁制御を採用している。
ブレーキ装置は発電ブレーキ併用の電気指令式空気ブレーキで、保安ブレーキと駐車ブレーキ備える。基礎ブレーキは空気圧をオイルコンバータで油圧に変換する空油変換式ディスクブレーキである。補助電源装置は50 kVA定格容量を有する静止形インバータ（SIV）で、三相交流440Vを出力する。

## 沿革
- 1988年 - 千葉都市モノレール2号線一次開業にあわせ、1次車8編成を導入し営業運転開始。
- 1991年 - 二次開業にあわせ、2次車4編成を導入し営業運転開始。
- 1993年 - 千葉都市モノレール1号線一次開業にさきだち、3次車5編成を導入し営業運転開始。
- 1999年 - 現行線全線開業にあわせ、4次車3編成を導入し営業運転開始。
- 2007年 - ダイヤ修正により必要編成数が削減、1次車のうち余剰となった編成を順次廃車。
- 2012年 - 2015年 - 新型車両0形5次車4編成の営業運転開始により、この年までに1次車が全廃。
- 2019年 - 2020年 - 0形6次車4編成の営業運転開始により、2次車が全廃。

## 運用
2両固定編成だが、中間電動車2両を増結して4両編成にできるよう設計されている。また、通勤時間帯や臨時列車では2編成 (電気連結器のある、3次車以降同士) 連結の4両編成で運転した実績がある。
初期に製造された1次車は登場から20年程が経過したことから、2015年8月までに全車が運用を終了した。
2次車についても製造から30年近く経過し老朽化していたため、2019年12月以降0形6次車により置き換えを進め、2020年9月までに運用を終了した。
3 - 4次車については更新工事により改正省令に適合させたうえで運用が続いているが、2022年より順次0形に置き換え、2028年までに全編成が運用を終了する予定であることが発表されている。

## 編成表
|          | ← 千葉みなと方面県庁前・千城台方面 → |           |          |                |                |
| 形式     | 1000 Mc1                             | 1000 Mc2  | 次車分類 | 竣工日         | 廃車日         |
| 搭載機器 | Cont                                 | SIV,CP,BT | 次車分類 | 竣工日         | 廃車日         |
| 車両番号 | 1001                                 | 1002      | 1次車    | 1987年5月28日  |                |
| 車両番号 | 1003                                 | 1004      | 1次車    | 1987年6月11日  |                |
| 車両番号 | 1005                                 | 1006      | 1次車    | 1987年7月10日  | 2008年3月5日   |
| 車両番号 | 1007                                 | 1008      | 1次車    | 1987年7月28日  |                |
| 車両番号 | 1009                                 | 1010      | 1次車    | 1987年8月10日  |                |
| 車両番号 | 1011                                 | 1012      | 1次車    | 1987年9月2日   |                |
| 車両番号 | 1013                                 | 1014      | 1次車    | 1987年9月16日  |                |
| 車両番号 | 1015                                 | 1016      | 1次車    | 1988年9月30日  | 2007年3月20日  |
| 車両番号 | 1017                                 | 1018      | 2次車    | 1991年1月17日  | 2020年4月17日  |
| 車両番号 | 1019                                 | 1020      | 2次車    | 1991年2月13日  | 2021年2月4日   |
| 車両番号 | 1021                                 | 1022      | 2次車    | 1991年3月13日  | 2020年4月23日  |
| 車両番号 | 1023                                 | 1024      | 2次車    | 1991年3月28日  | 2020年12月11日 |
| 車両番号 | 1025                                 | 1026      | 3次車    | 1993年9月18日  |                |
| 車両番号 | 1027                                 | 1028      | 3次車    | 1993年10月5日  |                |
| 車両番号 | 1029                                 | 1030      | 3次車    | 1993年11月5日  |                |
| 車両番号 | 1031                                 | 1032      | 3次車    | 1993年11月22日 |                |
| 車両番号 | 1033                                 | 1034      | 3次車    | 1993年12月7日  |                |
| 車両番号 | 1035                                 | 1036      | 4次車    | 1998年12月25日 |                |
| 車両番号 | 1037                                 | 1038      | 4次車    | 1999年1月26日  |                |
| 車両番号 | 1039                                 | 1040      | 4次車    | 1999年2月10日  |                |

凡例
- Cont：主制御器、SIV：補助電源装置（静止形インバータ）、CP：空気圧縮機、BT：蓄電池
  - Mc1には補助空気圧縮機（ベビーコンプレッサ）を搭載

## 保存車両
- 第1編成の1001号車は、千葉都市モノレールの第1号車であることから、萩台車両基地で静態保存されている。それまでは、2007年2月に廃車された1015号車が保存されていた。
- 第2編成（1003・1004）は、夷隅農場ポッポの丘（千葉県いすみ市）で車体のみが保存・展示されている。また、台車も展示されている（2台のみ）。車内には、運行当時の写真とポッポの丘までの輸送時の写真が展示されている。
- 第1編成1002号車と第8編成1015号車は、栃木県那須烏山市の那珂川清流鉄道保存会で懸垂状態で静態保存されている。一部部品が取り外されている。
- 第5編成（1009・1010）は、静岡県焼津市で食堂として使用されている。
- 2015年10月17日に開催された「ちばモノレール祭り2015」の会場において、第6編成（1011・1012）が1両35万円（税込、送料別）で展示販売され[14]、千葉市美浜区の保育園と松戸市の昭和の杜博物館が購入した[15]。